# Clidemia ruddae
Clidemia ruddae är en tvåhjärtbladig växtart som beskrevs av John Julius Wurdack. Clidemia ruddae ingår i släktet Clidemia och familjen Melastomataceae. Inga underarter finns listade i Catalogue of Life.